# Département d'Atamisqui
Le département d'Atamisqui est une des 27 subdivisions de la province de Santiago del Estero, en Argentine. Son chef-lieu est la ville de Villa Atamisqui.
Le département a une superficie de 2 259 km2. Sa population était de 9 809 habitants au recensement de 2001.

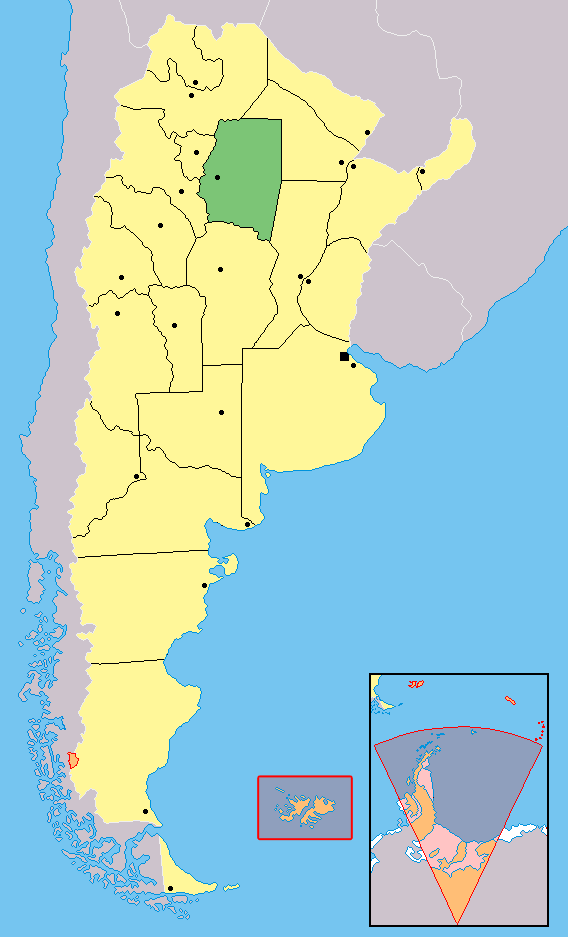
Localisation de la province de Santiago del Estero en Argentine